# BMX-Rennsport-Weltmeisterschaften 2000
Die BMX-Rennsport-Weltmeisterschaften 2000 fanden vom 27. bis 29. Juli im argentinischen Córdoba statt. Es gab Wettkämpfe für die Kategorien Elite und Junioren im BMX-Rennen (Männer und Frauen) sowie im Cruiser (nur Männer). Parallel zu den Weltmeisterschaften liefen Wettkämpfe für die Leistungsklasse Challenge.
Schauplatz der Wettkämpfe war eine speziell errichtete Outdoor-BMX-Bahn auf dem Messegelände Predio Ferial Córdoba am westlichen Stadtrand. Die Bahn wurde später abgetragen, das Gelände ist heute mit einem Parkplatz überbaut.

## Ergebnisse
Unten angegeben ist jeweils die Rangfolge im Finale. Die genauen Zeiten sind nicht überliefert.

### Frauen Elite
| Platz | Name                      |
| ----- | ------------------------- |
| 1     | Natarsha Williams         |
| 2     | Ellen Bollansee           |
| 3     | María Gabriela Díaz       |
| 4     | Nathaly González          |
| 5     | Karine Chambonneau        |
| 6     | Malene Madsen             |
| 7     | Ana Flavia Ribeiro Sgobin |
| 8     | Élodie Ajinça             |

### Männer Elite
| Platz | Name               |
| ----- | ------------------ |
| 1     | Thomas Allier      |
| 2     | Christophe Lévêque |
| 3     | Dale Holmes        |
| 4     | Danny Nelson       |
| 5     | Javier Colombo     |
| 6     | Jason Richardson   |
| 7     | Florent Boutte     |
| 8     | Jamie Staff        |

| Platz | Name               |
| ----- | ------------------ |
| 1     | Mario Andrés Soto  |
| 2     | Randy Stumpfhauser |
| 3     | Steven Veltman     |
| 4     | Sébastien Paradis  |
| 5     | Sidney Borba       |
| 6     | Andy Contes        |
| 7     | Kevin Royal        |
| 8     | Christophe Lévêque |

### Juniorinnen
| Platz | Name                |
| ----- | ------------------- |
| 1     | Jamie Lilly         |
| 2     | Angelines Nicoletta |
| 3     | Kerrie-Lee Lucas    |
| 4     | Rachel Galindo      |
| 5     | Brigitte Pink       |
| 6     | Danielle Visser     |
| 7     | Vilma Rimšaitė      |
| 8     | Héléna Aubry        |

### Junioren
| Platz | Name               |
| ----- | ------------------ |
| 1     | Jason Ream         |
| 2     | Santiago Romero    |
| 3     | Allan Duarte       |
| 4     | Carlos Rivera      |
| 5     | Rodolfo Stipanicic |
| 6     | Javier Ortiz       |
| 7     | Federico Polo      |
| 8     | Michael Robinson   |

| Platz | Name               |
| ----- | ------------------ |
| 1     | Medhi Remili       |
| 2     | Quentin Delescluse |
| 3     | Jason Ream         |
| 4     | Ryan Nelson        |
| 5     | Sidney Borba       |
| 6     | Fernando Silveira  |
| 7     | Hernán Ureta       |
| 8     | Carlos Rivera      |

## Medaillenspiegel
| Platz  | Land               | Gold | Silber | Bronze | Gesamt |
| ------ | ------------------ | ---- | ------ | ------ | ------ |
| 1      | Frankreich         | 2    | 2      | 0      | 4      |
| 2      | Vereinigte Staaten | 2    | 1      | 2      | 5      |
| 3      | Kolumbien          | 1    | 1      | 0      | 2      |
| 4      | Australien         | 1    | 0      | 1      | 2      |
| 5      | Belgien            | 0    | 1      | 0      | 1      |
| 5      | Chile              | 0    | 1      | 0      | 1      |
| 7      | Argentinien        | 0    | 0      | 1      | 1      |
| 7      | Brasilien          | 0    | 0      | 1      | 1      |
| 7      | Großbritannien     | 0    | 0      | 1      | 1      |
| Gesamt | Gesamt             | 6    | 6      | 6      | 18     |